# Mordacia mordax
Espèce
Mordacia mordax est une espèce de lamproies de la famille des Petromyzontidae.

## Répartition
Cette espèce est endémique du sud-est de l'Australie.